# 雷德克羅斯 (北卡羅萊納州)
雷德克羅斯（英語：Red Cross）是一個位於美國北卡羅萊納州斯坦利縣的城鎮。

## 人口
根據2020年美國人口普查的數據，雷德克羅斯的面積為9.67平方千米，皆為陸地。當地共有人口762人，而人口密度為每平方千米79人。